# Analytic Hierarchy Process
O Analytic Hierarchy Process (AHP) é um método para auxiliar as pessoas na tomada de decisões complexas. Mais do que determinar qual a decisão correta, o AHP ajuda as pessoas a escolher e a justificar a sua escolha. Baseado em matemática e psicologia, ele foi desenvolvido na década de 1970 pelo Prof. Thomas Saaty, então, na Escola Wharton da Universidade da Pensilvânia.
Tem sido extensivamente estudado e refinado desde então. O AHP fornece um procedimento abrangente e racional para estruturar um problema, para representar e quantificar seus elementos, para relacionar estes elementos com as metas globais e para avaliar soluções alternativas. É utilizado pelo mundo todo em uma ampla variedade de situações de decisões, em campos como governo, negócios, indústria, saúde e educação.
Os usuários do AHP primeiramente devem decompor seu problema de decisão em uma hierarquia de subproblemas mais facilmente compreendidos, sendo que cada qual pode ser analisado independentemente. Os elementos da hierarquia podem relacionar-se com qualquer aspecto do problema de decisão – tangível ou intangível, ser medidos com precisão ou estimado grosseiramente, ser de boa ou de pobre compreensão – ou seja, qualquer coisa que se aplique à decisão.
Uma vez que a hierarquia é construída, os responsáveis pelas decisões avaliam sistematicamente seus vários elementos, comparando-os um ao outro, em pares. Ao fazer as comparações, eles podem usar dados concretos sobre os elementos ou podem usar seus julgamentos sobre o significado relativo ou a importância dos elementos. Esta é a essência do AHP: os julgamentos humanos, e não apenas as informações numéricas, podem ser usados na tomada de decisão. O AHP converte os julgamentos em valores numéricos que podem ser processados e comparados sobre toda a extensão do problema. Um peso numérico, ou prioridade, é derivado para cada elemento da hierarquia, permitindo que elementos distintos e frequentemente incomensuráveis sejam comparados entre si de maneira racional e consistente. Esta potencialidade distingue o AHP de outros métodos de tomada de decisão.
Na etapa final, as prioridades numéricas são derivadas para cada uma das alternativas da decisão. Desde que estes números representam a habilidade relativa das alternativas de conseguir o objetivo da decisão, permitem uma consideração direta dos vários cursos de ação. Diversas empresas fornecem software para auxiliar a aplicação do AHP.

## Usos e aplicações
Embora possa ser utilizado por indivíduos lidando com decisões simples, o AHP é mais útil quando equipes estão envolvidas em problemas complexos, especialmente aqueles de apostas altas, que necessitam de percepção humana e cuja resolução terá repercussão de longo-prazo.
O uso do AHP como método de tomada de decisão traz vantagens singulares quando elementos importantes da decisão são difíceis de quantificar ou comparar, ou quando a comunicação entre os elementos é impedida por especialidades, terminologias e perspectivas diferentes.
A aplicação do AHP envolve a síntese matemática de vários julgamentos sobre o problema de decisão. É comum ter de se realizar dezenas e até centenas de julgamentos. Embora a matemática possa ser feita à mão ou com uma calculadora, é mais comum o uso de um dos vários modelos de software disponíveis para a entrada de dados e síntese dos resultados. Os modelos mais simples são executados com planilhas eletrônicas. Há também modelos mais complexos, acadêmicos ou comerciais, que podem incluir aparelhos especiais para a aquisição dos julgamentos em reuniões.
Existem poucos softwares free e de boa qualidade. Recentemente o pesquisador e professor Dr. Eduardo Gomes Salgado desenvolveu em conjunto com os alunos Murilo Borges Ribeiro e Vinícius Diniz Duarte um sistema web para facilitar e melhorar a tomada de decisão utilizando o método AHP. O sistema desenvolvido pelos alunos do curso de ciência da computação da Universidade Federal de Alfenas está disponível no site http://www2.bcc.unifal-mg.edu.br/ahp . Para criar uma árvore de decisão basta realizar o cadastro como administrador. Após liberação é possível criar hierarquias e convidar especialistas te ajudar a tomar a decisão. Os julgamentos são gerados automaticamente pela aplicação e os especialistas podem responder os julgamentos sem a presença do criador da hierarquia pois o sistema permite adicionar explicações para cada critério a ser julgado facilitando o entendimento do problema como um todo. Além disso,  o sistema permite ao administrador da hierarquia verificar a consistência do julgamento para cada especialista e utilizar ou não este julgamento no resultado final. Depois que todos os especialistas concluíram os julgamentos o sistema permite agregar os resultados do grupo chegando ao resultado final.

## Passos do AHP
O método pode ser resumido como:
1. Identificação das alternativas e atributos significantes.
2. Os responsáveis pela decisão indicam a significância relativa entre os atributos. Por exemplo, se as alternativas são imóveis, os investidores podem preferir a localização sobre o preço e o preço sobre as condições de pagamento.
3. Similarmente, para cada atributo, e para cada par de alternativas os responsáveis pela decisão especificam suas preferências (por exemplo, se a localização da alternativa A é melhor do que a da B).
4. As comparações entre os atributos e as alternativas são registradas em matrizes na forma de frações entre 1/9 e 9. Cada matriz é avaliada pelo seu autovalor para verificar a coerência dos julgamentos. Este procedimento gera uma "razão de coerência" que será igual a 1 se todos os julgamentos forem coerentes entre si. Se um tomador de decisão disser que prefere X a Y, Y a Z, mas ele prefere Z a X, então a razão de coerência será maior do que 1,2 e os julgamentos deverão ser revistos. Este passo é uma das principais causas para que muitos usuários do AHP acreditem que se trata de um método com bom embasamento teórico.
5. Calculam-se valores globais de preferência para cada alternativa.

## O AHP no Brasil e no mundo
O estudo de métodos de tomada de decisão se insere na pesquisa operacional, que por sua vez é uma sub-área de conhecimento da engenharia de produção, conforme a Tabela de Áreas do Conhecimento do Conselho Nacional de Desenvolvimento Científico e Tecnológico. Assim, diversos trabalhos podem ser obtidos em anais de eventos ou periódicos publicados pela Associação Brasileira de Engenharia de Produção ou pela Sociedade Brasileira de Pesquisa Operacional.
Dentre os pesquisadores brasileiros que aplicam o método, podem ser citados: o Prof. Helder Costa, da Universidade Federal Fluminense, a Prof. Carmen Belderrain, do Instituto Tecnológico de Aeronáutica, e os Profs. Fernando Marins e Valério Salomon, da Universidade Estadual Paulista Júlio de Mesquita Filho.
Pesquisadores da África, Américas, Ásia e Europa se reuniram em Washington, D.C., durante a 13ª edição do Simpósio Internacional sobre o AHP (ISAHP do inglês International Symposium on the Analytic Hierarchy Process), em 2014. A edição anterior do ISAHP foi realizada em Malásia, 2013; a próxima deverá ser em Londres, 2016.